# Old Kent Road
Old Kent Road – ulica w południowo-wschodnim Londynie, na terenie gminy Southwark. Ważna arteria komunikacyjna, jedna z głównych prowadzących z centrum miasta w kierunku południowo-wschodnim, w stronę hrabstwa Kent, liczy niespełna 3 km długości.
Ulica prowadzi szlakiem dawnej drogi rzymskiej Watling Street, łączącej Londyn z Canterbury i Dover. W XIX i na początku XX wieku dominowała wzdłuż niej zabudowa mieszkalna i przemysłowa (m.in. zakłady włókiennicze, chemiczne i gazownia). Znaczne szkody wyrządziły niemieckie naloty bombowe podczas II wojny światowej. Współcześnie ulica cechuje się mieszaną zabudową o charakterze mieszkalno-handlowym.
Historię ulicy ukazuje ceramiczna mozaika autorstwa Adama Kossowskiego (1965), zdobiąca ściany dawnego budynku administracji publicznej pod nr 600–608, wpisana do rejestru zabytków.

## W kulturze
Old Kent Road jest jedną z nieruchomości na standardowej, brytyjskiej planszy do gry Monopoly. Jest to najtańsza nieruchomość na planszy oraz jedyna, która w świecie rzeczywistym znajduje się na południe od Tamizy.
Szlakiem współczesnej ulicy podążali zmierzający do Canterbury pielgrzymi w Opowieściach kanterberyjskich Geoffreya Chaucera (XIV wiek).